# Amanda Castro
Amanda Lizet Castro Mitchel (Tegucigalpa, 12 de octubre de 1962 - 19 de marzo de 2010) fue una poeta hondureña. En 2008 le fue otorgada la Hoja del Laurel en Oro.

## Formación
Realizó sus estudios primarios en el Instituto Sagrado Corazón y estudió magisterio en la Escuela Normal Mixta Pedro Nufio de Tegucigalpa. Esta experiencia le permitió adquirir conciencia de clase. Viajó a Estados Unidos y en 1987 realizó una maestría en lingüística española en la Universidad de Pittsburgh y, posteriormente, en la misma universidad, se doctoró en Filosofía con especialidad en Sociolingüística Latinoamericana.  En 1990, obtuvo su Certificado en Estudios Latinoamericanos.

## Trayectoria
Radicó en Estados Unidos en 1985, se desempeñó como profesora asistente de Español en la Universidad de Colorado. Su labor incluye la promoción de las creaciones artísticas y literarias realizadas por mujeres a través de la publicaciones y encuentros internacionales. Se especializó en roles de género en las prácticas discursivas de Centroamérica. Años después, regresó a Honduras y fue una gestora cultural que articuló múltiples proyectos culturales, políticos y literarios. Asimismo, fundó la Editorial Ixbalam de Honduras. En su obra literaria y en su vida, fue una defensora de los derechos de las mujeres, con especial énfasis en las mujeres de las maquilas.

## Publicaciones
- Celebración de Mujeres.
- Quizás la sangre.
- Poemas de amor propio y de propio amor.
- Una vez un barco.
- Pronombres de tratamiento en el español hondureño.
- La otra cara del sol.
- Onironautas.
- Gramas.
- Viajes y sueños: reflexiones sobre creación e identidad.
- Otros testimonios: voces de mujeres centroamericanas.

Su obra ha sido traducida al inglés y ha sido publicada en antologías bilingües en Estados Unidos.

## Premios
En 1993 obtiene el Premio de Poesía en el 56 Certamen de Juegos Florales de México, Centroamérica y el Caribe, realizado en Quetzaltenango, Guatemala por el libro “Celebración de mujeres”.